# 自衛隊函館地方協力本部
自衛隊函館地方協力本部（じえいたいはこだてちほうきょうりょくほんぶ、Hakodate Provincial Cooperation Office）は、北海道函館市広野町6番25号に所在する、自衛隊地方協力本部のひとつ。陸・海・空自衛隊共同の機関だが、通常は陸上自衛隊の北部方面総監の指揮監督下にある。管轄する地域における防衛省・自衛隊の総合窓口として渡島総合振興局、檜山振興局管内で活動する。

## 沿革
- 1956年（昭和31年）8月1日 - 自衛隊函館地方連絡部が編成される[2]
- 2006年（平成18年）7月31日 - 自衛隊函館地方協力本部に改編される

## 出先機関
- 函館地区隊　担当地区：函館市、北斗市、七飯町、鹿部町
- 今金地域事務所　担当地区：今金町、せたな町
- 八雲地域事務所　担当地区：森町、八雲町、長万部町
- 江差地域事務所　担当地区：江差町、上ノ国町、厚沢部町、乙部町、奥尻町
- 松前地域事務所　担当地区：松前町、福島町、知内町、木古内町
- 道南地域援護センター（函館駐屯地内）

## 主要幹部
| 官職名                   | 階級    | 氏名     | 補職発令日     | 前職              |
| ------------------------ | ------- | -------- | -------------- | ----------------- |
| 自衛隊函館地方協力本部長 | 1等海佐 | 花田博光 | 2024年08月01日 | 第5整備補給隊司令 |

| 代 | 階級    | 氏名       | 在職期間                                                    | 出身校・期                        | 前職                                            | 後職                                                |
| -- | ------- | ---------- | ----------------------------------------------------------- | --------------------------------- | ----------------------------------------------- | --------------------------------------------------- |
| 01 | 1等陸佐 | 遠藤正     | 1956年08月01日 - 1959年11月04日                             |                                   | 北部方面警務隊長                                | 北部方面総監部付 →1960年2月20日 定年退官            |
| 02 | 2等陸佐 | 阿部正勝   | 1959年11月05日 - 1962年07月31日                             | 陸士49期                          | 第5管区総監部総務課長                           | 自衛隊札幌地方連絡部長                              |
| 03 | 1等陸佐 | 松尾三八郎 | 1962年08月01日 - 1964年07月15日                             | 東京帝国大学 昭和17年卒・ 短現9期 | 陸上幕僚監部総務課人事班長                      | 陸上幕僚監部付 →1965年7月16日 中部方面総監部第1部長 |
| 03 | 2等陸佐 | 廣田行夫   | 1964年07月16日 - 1966年07月15日 ※1966年01月01日 1等陸佐昇任 | 陸士51期                          | 第10師団司令部第1部長 （2等陸佐）               | 自衛隊香川地方連絡部長                              |
| 04 | 1等陸佐 | 長岡鉄雄   | 1966年07月16日 - 1969年12月31日                             |                                   | 札幌駐とん地業務隊長                            | 北部方面総監部付 →1969年3月17日 退職                |
| 05 | 1等陸佐 | 伴正臣     | 1969年01月01日 - 1970年07月15日                             | 陸士54期                          | 第1師団司令部勤務                               | 陸上自衛隊幹部学校勤務                              |
| 06 | 1等陸佐 | 山本昌雄   | 1970年07月16日 - 1972年07月16日                             | 陸士55期                          | 陸上自衛隊富士学校勤務                          | 東部方面総監部募集課長                              |
| 07 | 1等陸佐 | 中谷勇作   | 1972年07月17日 - 1972年10月31日                             | 海兵75期                          | 第11師団司令部第1部長                           | 自衛隊函館地方連絡部勤務                            |
| 08 | 2等陸佐 | 松岡燒     | 1972年11月01日 - 1974年07月15日 ※1973年01月01日 1等陸佐昇任 | 陸士58期                          | 北部方面総監部業務室長 （2等陸佐）              | 東千歳駐とん地業務隊長                              |
| 09 | 1等陸佐 | 岡田嘉典   | 1974年07月16日 - 1976年08月01日                             | 中央大学 昭和28年卒               | 第2師団司令部第1部長                            | 第11普通科連隊長                                    |
| 10 | 1等陸佐 | 川崎政美   | 1976年08月02日 - 1978年03月15日                             | 中央大学 昭和28年卒               | 統合幕僚会議事務局第2幕僚室勤務                 | 北部方面総監部人事部募集課長                        |
| 11 | 1等陸佐 | 田中英二   | 1978年03月16日 - 1980年03月16日                             | 中央大学 昭和31年卒               | 陸上幕僚監部装備部 監理・輸送課勤務             | 陸上幕僚監部装備部管理・輸送課 輸送室道路航空班長   |
| 12 | 1等海佐 | 田中久幸   | 1980年03月17日 - 1982年03月15日                             | 海保大4期・ 9期幹候               | 防衛大学校教授                                  | 海上自衛隊幹部学校研究部員                          |
| 13 | 1等海佐 | 樋口勇夫   | 1982年03月16日 - 1984年03月15日                             | 海保大2期・ 6期幹候               | 大村航空隊司令                                  | 舞鶴教育隊司令                                      |
| 14 | 1等海佐 | 鍜治新吉   | 1984年03月16日 - 1986年07月31日                             | 同志社大学・ 7期幹候              | 教育航空集団司令部幕僚長                        | 横須賀教育隊司令                                    |
| 15 | 1等海佐 | 阿部輝幸   | 1986年08月01日 - 1988年07月31日                             | 防大7期                           | 第6潜水隊司令                                   | 運用開発隊司令                                      |
| 16 | 1等海佐 | 桑原泰彦   | 1988年08月01日 - 1991年03月15日                             | 防大6期                           | 大湊地方総監部防衛部勤務                        | 館山航空基地隊司令                                  |
| 17 | 1等空佐 | 佐々木勇   | 1991年03月16日 - 1993年03月31日                             | 防大12期                          | 航空幕僚監部防衛部通信電子課 プログラム班長     | 航空自衛隊幹部学校勤務                              |
| 18 | 1等空佐 | 北川義昭   | 1993年04月01日 - 1994年11月30日                             | 防大13期                          | 航空幕僚監部監理部会計課経理班長                | 航空教育隊第2教育群司令                             |
| 19 | 1等海佐 | 高橋俊彦   | 1994年12月01日 - 1996年07月31日                             | 防大11期                          | 横須賀地方総監部管理部長                        | 鹿屋航空工作所長                                    |
| 20 | 1等空佐 | 尾崎久信   | 1996年08月01日 - 1998年08月02日                             | 防大18期                          | 航空幕僚監部人事教育部人事計画課 募集班長       | 航空自衛隊幹部学校勤務                              |
| 21 | 1等海佐 | 齊藤隆     | 1998年08月03日 - 2000年07月31日                             | 防大16期                          | 第2支援整備隊司令                               | 防衛研究所主任研究官                                |
| 22 | 1等空佐 | 田島朋直   | 2000年08月01日 - 2002年07月31日                             | 防大20期                          | 航空幕僚監部監理部監理課監理班長                | 第5高射群司令                                       |
| 23 | 1等海佐 | 廣江清     | 2002年08月01日 - 2004年11月30日                             | 防大19期                          | 第1練習潜水隊司令                               | 海上自衛隊幹部学校勤務                              |
| 24 | 1等空佐 | 遠藤靖宏   | 2004年12月01日 - 2006年12月05日                             | 國學院大學 昭和55年卒             | 航空気象群副司令                                | 南西航空混成団司令部総務部長                        |
| 25 | 1等海佐 | 日向錦次郎 | 2006年12月06日 - 2008年11月30日                             | 防大24期                          | 統合幕僚監部防衛計画部計画課 分析室長           | 横須賀地方総監部管理部長                            |
| 26 | 1等空佐 | 東井勇治   | 2008年12月01日 - 2011年04月14日                             | 防大25期                          | 技術研究本部岐阜試験場長                        | 航空自衛隊幹部学校主任教官                          |
| 27 | 1等海佐 | 小林磨     | 2011年04月15日 - 2013年03月31日                             | 防大27期                          | 佐世保地方総監部管理部長                        | 防衛研究所教育部長                                  |
| 28 | 1等空佐 | 別府安紀   | 2013年04月01日 - 2015年03月31日                             | 防大28期                          | 航空幕僚監部運用支援・情報部 運用支援課輸送室長 | 第2航空団副司令                                     |
| 29 | 1等海佐 | 木下章     | 2015年04月01日 - 2017年03月31日                             | 防大31期                          | 下総教育航空群司令部首席幕僚                    | 舞鶴地方総監部管理部長                              |
| 30 | 1等空佐 | 大石徹郎   | 2017年04月01日 - 2019年01月10日                             | 防大36期                          | 第2航空団基地業務群司令                         | 第1輸送航空隊副司令                                 |
| 31 | 1等海佐 | 小幡哲也   | 2019年01月11日 - 2020年08月02日                             | 防大35期                          | 函館基地隊勤務                                  | 艦艇開発隊司令                                      |
| 32 | 1等海佐 | 久保健昭   | 2020年08月03日 - 2022年07月31日                             | 防大34期                          | 海上自衛隊幹部候補生学校教育部長 兼 主任教官    | 舞鶴地方総監部防衛部長                              |
| 33 | 1等空佐 | 大垣雅之   | 2022年08月01日 - 2024年07月31日                             | 防大37期                          | 航空教育隊第2教育群司令                         | 航空教育隊副司令                                    |
| 34 | 1等海佐 | 花田博光   | 2024年08月01日 -                                            | 防大39期                          | 第5整備補給隊司令                               |                                                     |